# Rêvalité
Albums de -M-
Lettre infinie
(2019)
Rêvalité est le septième album studio de -M-, sorti le 3 juin 2022.
La bassiste Gail Ann Dorsey, principalement connue pour sa collaboration avec David Bowie à partir de 1995, joue et assure les chœurs sur l'album,. Elle participe également à la tournée.
L'album est certifié disque d'or pour 50 000 exemplaires vendus.

## Liste des titres
| Rêvalité | Rêvalité              | Rêvalité | Rêvalité | Rêvalité | Rêvalité | Rêvalité | Rêvalité | Rêvalité | Rêvalité |
| No       | Titre                 | Durée    |          |          |          |          |          |          |          |
| -------- | --------------------- | -------- | -------- | -------- | -------- | -------- | -------- | -------- | -------- |
| 1.       | Rêvalité              | 2:33     |          |          |          |          |          |          |          |
| 2.       | Dans ta radio         | 3:02     |          |          |          |          |          |          |          |
| 3.       | Mégalo                | 2:45     |          |          |          |          |          |          |          |
| 4.       | Mogodo                | 3:29     |          |          |          |          |          |          |          |
| 5.       | Dans le living        | 2:23     |          |          |          |          |          |          |          |
| 6.       | Nombril               | 2:36     |          |          |          |          |          |          |          |
| 7.       | Petit homme           | 2:46     |          |          |          |          |          |          |          |
| 8.       | Fellini               | 3:21     |          |          |          |          |          |          |          |
| 9.       | Une étoile qui danse  | 3:43     |          |          |          |          |          |          |          |
| 10.      | Ce jour‐là            | 3:58     |          |          |          |          |          |          |          |
| 11.      | Mais tu sais          | 3:49     |          |          |          |          |          |          |          |
| 12.      | Home                  | 3:11     |          |          |          |          |          |          |          |
| 13.      | La Langue des oiseaux | 3:00     |          |          |          |          |          |          |          |
| 40:36    |                       |          |          |          |          |          |          |          |          |